# 3274 Майллен
3274 Майллен (3274 Maillen) — астероїд головного поясу, відкритий 23 серпня 1981 року.
Тіссеранів параметр щодо Юпітера — 3,198.